# Hailing
Hailing är ett stadsdistrikt i Taizhou i Jiangsu-provinsen i östra Kina.